# Poligono di Tockoe
Il poligono di Tockoe (pron. Tòzzkaie, in russo То́цкий полиго́н) è un poligono nucleare militare creato nel settembre del 1941 a nord del villaggio di Tockoe (Totskoye nella traslitterazione anglosassone), situato a 40 km da Buzuluk nell'Oblast' di Orenburg, Russia (negli Urali meridionali) sotto la giurisdizione del Distretto Militare degli Urali Meridionali.
Durante il 1954, test nucleari furono condotti nel poligono di Totskoye durante i quali circa 45.000 persone, tra le quali soldati Sovietici e prigionieri, furono esposti alle radiazioni di un ordigno nucleare due volte più potente di Little Boy, la bomba nucleare sganciata su Hiroshima nove anni prima. Alle 9:33 del 14 settembre 1954, un Tupolev Tu-4 sovietico sganciò una bomba nucleare da 40 chilotoni dalla quota di 8.000 m, la quale esplose a 350 m sul poligono di Totskoye, a 13 km dal villaggio di Totskoye.
L'esperimento fu simile ad altri eseguiti da Stati Uniti d'America, Unione Sovietica, Regno Unito e altre potenze nucleari, e fu pensato per mettere alla prova l'efficacia di soldati e strutture militari in caso di guerra nucleare. Coinvolse la 270ª Divisione Fucilieri, 320 velivoli, 600 carri armati e 600 mezzi di trasporto truppe. I villaggi nei pressi del poligono furono evacuati, e il Ministro della Difesa Georgij Žukov provò l'impatto dell'onda d'urto da un bunker antiatomico sotterraneo. Cinque minuti dopo l'innesco dell'ordigno nucleare fu ordinato agli aerei di bombardare il sito dell'esplosione, e tre ore dopo (in seguito al tracciamento dell'area radioattiva) fu ordinato ai mezzi corazzati di praticare la presa di un'area ostile in seguito ad un attacco nucleare.
Si ritiene che migliaia di persone siano morte a causa delle radiazioni, sia nell'immediato che negli anni a seguire. Il pilota che controllava il Tu-4 sviluppò una leucemia, mentre il suo co-pilota fu colpito da un cancro alle ossa. Non esistono stime ufficiali che mostrino quanti dei 45.000 uomini mandati al poligono morirono a causa del test. A coloro che furono esposti alle radiazioni venne negato ogni tipo di cura, e i loro fogli matricolari vennero falsificati perché apparisse che stavano prestando servizio altrove, tenendo così il test avvolto nel segreto.
Tamara Zlotnikova, una deputata della Duma di Stato, ritiene che i danni causati dall'esperimento siano enormi, e sta aiutando i sopravvissuti nella lotta per ottenere un risarcimento per quanto essi hanno subìto. Uno studio effettuato dal Ministero della Salute sulle città con i peggiori problemi in campo sanitario ha messo Orenburg al secondo posto su 88 città: ancora oggi, infatti, l'incidenza di alcuni tipi di cancro in questo centro abitato distante circa 200 km dal poligono, è doppia persino rispetto a quella delle vittime di Černobyl'. Comunque è possibile che anche gli alti livelli di inquinamento del fiume Ural contribuiscano ai problemi sanitari riscontrati ad Orenburg.
Più di mezzo secolo dopo questo argomento viene ancora tenuto sotto stretta sorveglianza dal governo federale. Le forze dell'ordine locali continuano a tormentare i giornalisti che cercano di ottenere filmati girati nel poligono. L'esercitazione divenne di dominio pubblico solo nel 1993. Nemmeno i soldati che vi presero parte sapevano di che cosa si trattasse, dato che era stato loro detto che ci sarebbe stata una esplosione simile a quella di un ordigno nucleare. La popolazione locale non fu mai oggetto di indagini mediche, sebbene molte  patologie siano state notate da allora. Il governo si complimentò con gli abitanti del posto per il loro eroismo nel fornire uno scudo nucleare alla Patria.
In Russia il 14 settembre è considerato il giorno della creazione dello scudo nucleare dello Stato.